# بزرگراه شماره یک استرالیا
بزرگراه شماره یک به شبکه‌ای از بزرگراه‌های پیرامون استرالیا گفته می‌شود که اطراف این قاره را فرا گرفته‌اند و به صورت یک حلقه، پایتخت ایالت‌های استرالیا را به هم متصل می‌کنند. طول بزرگراه شماره یک استرالیا در مجموع حدود ۱۴٬۵۰۰ کیلومتر (۹٬۰۰۰ مایل) است که آن را در جایگاه طولانی‌ترین بزرگراه جهان قرار می‌دهد. پس از بزرگراه شماره یک استرالیا، بزرگراه ترنس سیبریان با ۱۱٬۰۰۰ کیلومتر یا ۶٬۸۰۰ مایل و سپس بزرگراه ترنس کانادا با ۸٬۰۳۰ کیلومتر یا ۴٬۹۹۰ مایل طول، در زمرهٔ طولانی‌ترین بزرگراه‌ها قلمداد می گردند.  کیفیت و زیرساخت جاده در طول مسیر طولانی بزرگراه یک متفاوت است. از راه‌های چندگانه در مناطق پرجمعیت شهری گرفته تا لاین‌های دوخطه در مناطق دور افتاده‌ای همانند نولاربور پلین در طول بزرگراه شماره یک استرالیا قابل مشاهده است.

## زیربخش‌های بزرگراه یک
بزرگراه یک استرالیا از سیدنی شروع می‌شود و در جهت جنوب به ملبورن و سپس از طریق بزرگراه پرنس به آدلاید می‌رود. از آدلاید در جنوب استرالیا، از طریق مجموعه ای از شبکه‌های بزرگراهی، به پرت در غرب استرالیا متصل می‌شود. از غرب استرالیا نیز این بزرگراه با تغییر مسیر به سمت سمت شمال شرق به بندر داروین منتهی می‌شود. از داروین بزرگراه ۱ به به دالی واترز و پس از آن به بورولولا می‌رود. از این منطقه، بزرگراه یک به سمت شرق ادامه می‌یابد و به کنز در شمال شرقی ایالت کوئینزلند می‌رسد؛ و جنوب از طریق بزرگراه بوریس در طول ایالت کوئینزلند به سمت جنوب می‌رود و به بریزبن می‌رسد. فاصله بریزبن تا سیدنی نیز بزرگراه پاسیفیک قرار دارد. در جزیره تاسمانی بزرگراه یک استرالیا در هوبارت شروع می‌شود و به سوی لانسستون می‌رود و به بورنی می‌رسد. بخش‌های زیادی از بزرگراه ۱ مشترک با بزرگراه ملی استرالیاست. هر چند این دو مترادف نیستند.

## نگارخانه

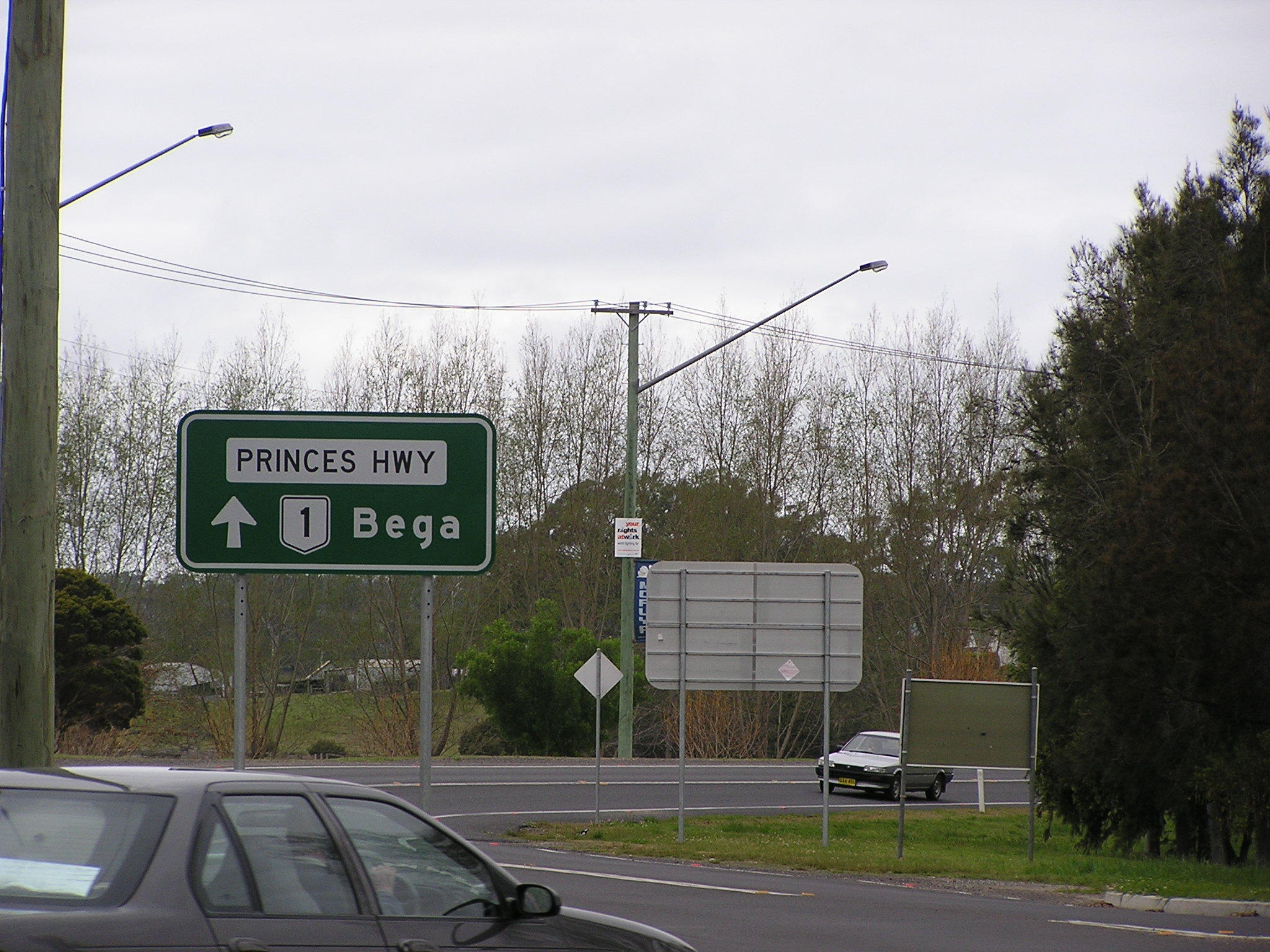
بزرگراه پرنس در نیوساوت ولز.
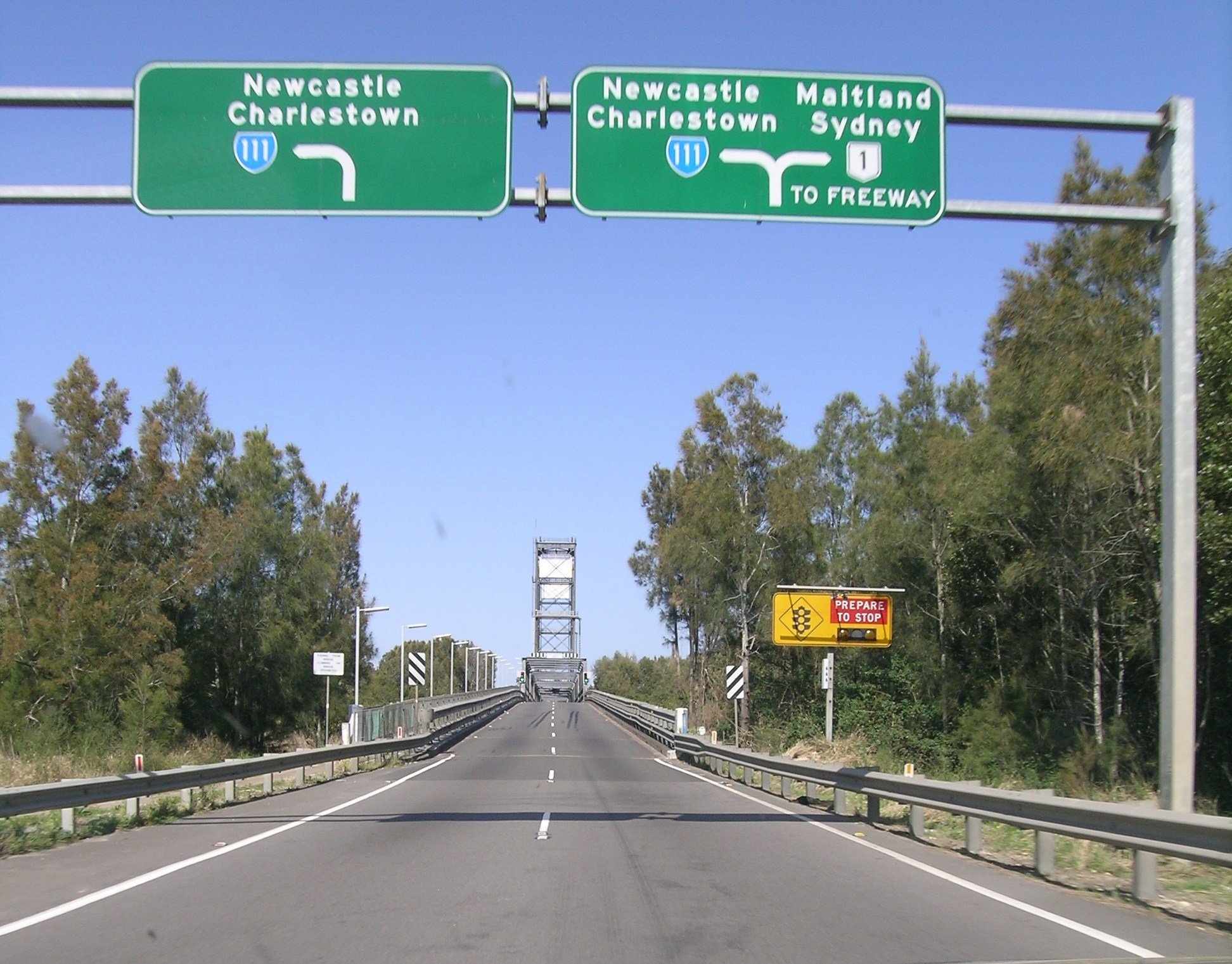